# Alicia Alonso
Alicia Martínez del Hoyo (La Habana, 21 de diciembre de 1920 - La Habana, 17 de octubre de 2019), más conocida como Alicia Alonso, fue una bailarina profesional y coreógrafa cubana. Famosa por sus representaciones de Giselle y Carmen, además de otras grandes obras del repertorio clásico y romántico. Fue la figura cimera del ballet en Iberoamérica y uno de los grandes mitos de la danza.

## Biografía

### Primeros años
Fue hija de padres españoles, Antonio Martínez Arredondo y Ernestina del Hoyo y Lugo, y la menor de cuatro hermanos. Su hermana mayor, Blanca María Martínez del Hoyo, apodada «Cuca» por la familia, había nacido dos años antes, y también se inició en el ballet junto con Alicia. Tuvo dos hermanos, Elizardo y Antonio.
A la edad de nueve años empezó sus estudios de ballet en la Sociedad Pro-Arte Musical, fundada con aportaciones privadas por María Teresa García Montes en La Habana, con Nikolai Yavorsky, y bailó en Cuba con el nombre de Alicia Martínez. A los once años, el 29 de diciembre de 1931 hizo su debut, una primera gran actuación solista en el escenario del antiguo Auditorium de La Habana, interpretando el vals de "La bella durmiente del bosque".
Después de casarse con Fernando Alonso cuando tenía quince años, en Estados Unidos, cambió su apellido por el de Alonso. Cuando llegó a la ciudad de Nueva York, estudió con Anatole Vilzak y Ludmilla Shollar en la escuela del American Ballet Theater y después con Vera Vólkova en Londres.
En Nueva York inició su carrera bailando en los musicales de Great Lady, en 1938, y Stars in your eyes, en 1939. Fue solista en el American Ballet entre 1939 y 1940.
Desde los diecinueve años presentaba un defecto en un ojo, por lo que era parcialmente ciega. Por desprendimiento de retina fue operada y retornó de forma progresiva a la danza.  A lo largo de su dilatada vida artística tuvo como partenaires a grandes figuras masculinas de la danza que, además de ser bailarines excepcionales, también fueron atentos compañeros de escena que sabían cómo sortear las dificultades visuales de su pareja. Todos ellos se volvieron expertos en ayudar a Alonso a ocultar su ceguera.
Para compensar esa carencia de visión periférica y el hecho de que apenas veía por uno de sus ojos, entrenaba a sus acompañantes para que estuvieran exactamente donde ella los necesitaba. También hizo que los diseñadores instalaran en el escenario fuertes luces de diferentes colores a modo de guía.

### En el American Ballet Theatre
Alonso fue una de los miembros fundadores del American Ballet Theatre en 1940 y en 1943 se convirtió en una de sus bailarinas más destacadas. El 2 de noviembre de ese mismo año, Alonso protagonizó la famosa sustitución en Giselle que debió ser interpretado por otra grande, Alicia Markova, la cual no pudo bailar, papel que fue asumido emergentemente por Alicia. Desde entonces Alonso se hizo mundialmente famosa con el personaje de la inocente campesina, engañada y convertida en willi. En el American Ballet, Alonso recreó papeles principales en la obra de Anthony Tudor llamada Undertow y en Theme and Variations de George Balanchine, una de sus más grandes creaciones. Debido a una enfermedad que tuvo Nora Kaye, Alonso pudo bailar como prima ballerina en Fall River Legend de Agnes De Mille en 1948. 
En el American Ballet Theater trabajó con Michel Fokine, George Balanchine, Léonide Massine, Bronislava Nijinska, Anthony Tudor, Jerome Robbins y Agnes de Mille, además de otros coreógrafos relevantes de nuestro siglo. La pareja formada por Alicia e Ígor Yushkévich fue uno de los mejores equipos y junto a él pudo participar en los Ballets Rusos en Montecarlo en 1955.

### Artista consagrada
Entre 1955 y 1959, Alicia bailó cada año con los Ballets Rusos de Montecarlo como estrella invitada. Fue la primera bailarina del hemisferio occidental en actuar en la entonces Unión Soviética, y la primera representante americana en bailar con el Bolshói y el Kirov en los teatros de Moscú y Leningrado (San Petersburgo) en 1957 y 1958 respectivamente. Durante décadas Alicia Alonso siguió haciendo giras mundiales en países europeos, en Asia, en el norte y sur de América y bailó como estrella invitada en el Ballet de la Ópera de París, con el Ballet Real Danés, con el Ballet Bolshoi y con otras muchas compañías.
Ha representado sus versiones de Giselle, el Grand pas de quatre y La bella durmiente del bosque para la Ópera de París entre otras. También ha representado Giselle en la Ópera de Viena y en el teatro San Carlo de Nápoles, en Italia; La fille mal gardée en la Ópera de Praga y La bella durmiente en el Teatro alla Scala en Milán.

### Ballet Nacional de Cuba
Fundó la Compañía de Ballet Alicia Alonso, que en 1955 se denominó Ballet de Cuba, la cual en 1956 debió cerrar por problemas económicos. En 1959, Alonso retorna a Cuba y Fidel Castro la contacta para formar una compañía. Nació el Ballet Nacional de Cuba.Allí fue directora y coreógrafa, desarrolló su carrera de bailarina y como maestra formó a generaciones de bailarines de excelencia.

### Principales partenaires
Aunque Alicia Alonso bailó con decenas de partenaires en diversas ocasiones, y no de manera exclusiva, ya que muchas veces alternó con dos o tres durante una misma temporada, hubo cuatro figuras masculinas que marcaron hitos en su carrera por la afinidad artística, la profunda compenetración y el trabajo interpretativo que lograron como pareja. Estos cuatro partenaires, contando desde el primero al último año que bailaron con ella, son:
- Igor Youskevitch: 11 años (1948-1959).
- Azari Plisetsky: 9 años (1963-1972).
- Jorge Esquivel: 16 años (1970-1986).
- Orlando Salgado: 24 años (1971-1995).

### Fallecimiento
Falleció en el Centro de Investigaciones Médico Quirúrgicas (CIMEQ), de La Habana, a las 11 de la mañana del jueves 17 de octubre de 2019, a la edad de 98 años.

## Coreografías
- 9 de abril de 1950: se estrena Ensayo sinfónico, coreografía de Alicia Alonso, incorporada al año siguiente al repertorio del Ballet Theatre.
- 2 de enero de 1951: Alicia Alonso estrena su ballet Lydia e interpreta el personaje central de la obra.
- 1952: Crea La fille mal gardée para el Ballet Nacional de Cuba
- 1972: realiza el montaje de su versión coreográfica del ballet Giselle
- 1973: realiza el montaje de su versión coreográfica del Grand pas de quatre para el teatro de la Ópera de París
- 15 de mayo de 1974: Se estrena en La Habana la versión coreográfica completa de La bella durmiente del bosque, con música de Piotr Ilich Chaikovski y coreografía de Alicia Alonso, y ese mismo año, la Ópera de París la incorpora a su repertorio.
- 21 de mayo de 1978: Alicia Alonso, el compositor italiano Luigi Nono y el artista plástico venezolano Jesús Soto se unen en su trabajo creativo para el estreno del ballet Génesis.
- 1980: Alicia Alonso crea la coreografía e interpreta el personaje principal de Misión Korad, un ballet inspirado en el libro La ciudad muerta de Korad, un poemario de ciencia ficción del escritor cubano Oscar Hurtado.[18]
- 8 de noviembre de 1988: Alicia Alonso crea la coreografía e interpreta el personaje principal de Dido abandonada, rescate de una obra dieciochesca, con música de Gasparo Angiolini sobre libretos de Virgilio y Metastasio. Entre otros reconocimientos, esta obra obtuvo el Premio de la Crítica en el Festival de Edimburgo celebrado en 1991.
- 9 de julio de 1995: con motivo del centenario del natalicio del músico cubano Ernesto Lecuona, se presenta en el Gran Teatro de La Habana, una Gala formada íntegramente por coreografías con música del compositor, montadas por Alicia Alonso y Alberto Méndez.
- 1998: Se estrena el ballet Tula, coreografía de Alicia Alonso, inspirado en la vida y obra de célebre poetisa cubana Gertrudis Gómez de Avellaneda con los auspicios de la Sociedad General de Autores y Editores (SGAE) y la Fundación Autor de España; y una nueva versión coreográfica del ballet Cascanueces, también de Alicia Alonso, en coproducción con la Fundación Teatro La Fenice, de Venecia y la Fundación Carlo Fenice, de Génova, Italia; ambas obras fueron estrenadas durante el XVI Festival Internacional de Ballet de La Habana.
- 23 de julio de 2003: En la Nave de Sagunto,  II Bienal de Valencia, tiene lugar el estreno mundial de Shakespeare y sus máscaras o Romeo y Julieta, con coreografía de Alicia Alonso y música de Charles Gounod.
- 3 de noviembre de 2006: crea Cuadros en una exposición, ballet inspirado en obras de un grupo de importantes artistas plásticos cubanos con coreografía de Alicia Alonso y música de Modest Músorgski
- 4 de noviembre de 2006: Desnuda luz del amor, obra con música de Ernest Chausson que fuera creada por Alicia Alonso para la afamada bailarina italiana Carla Fracci

## Premios y reconocimientos

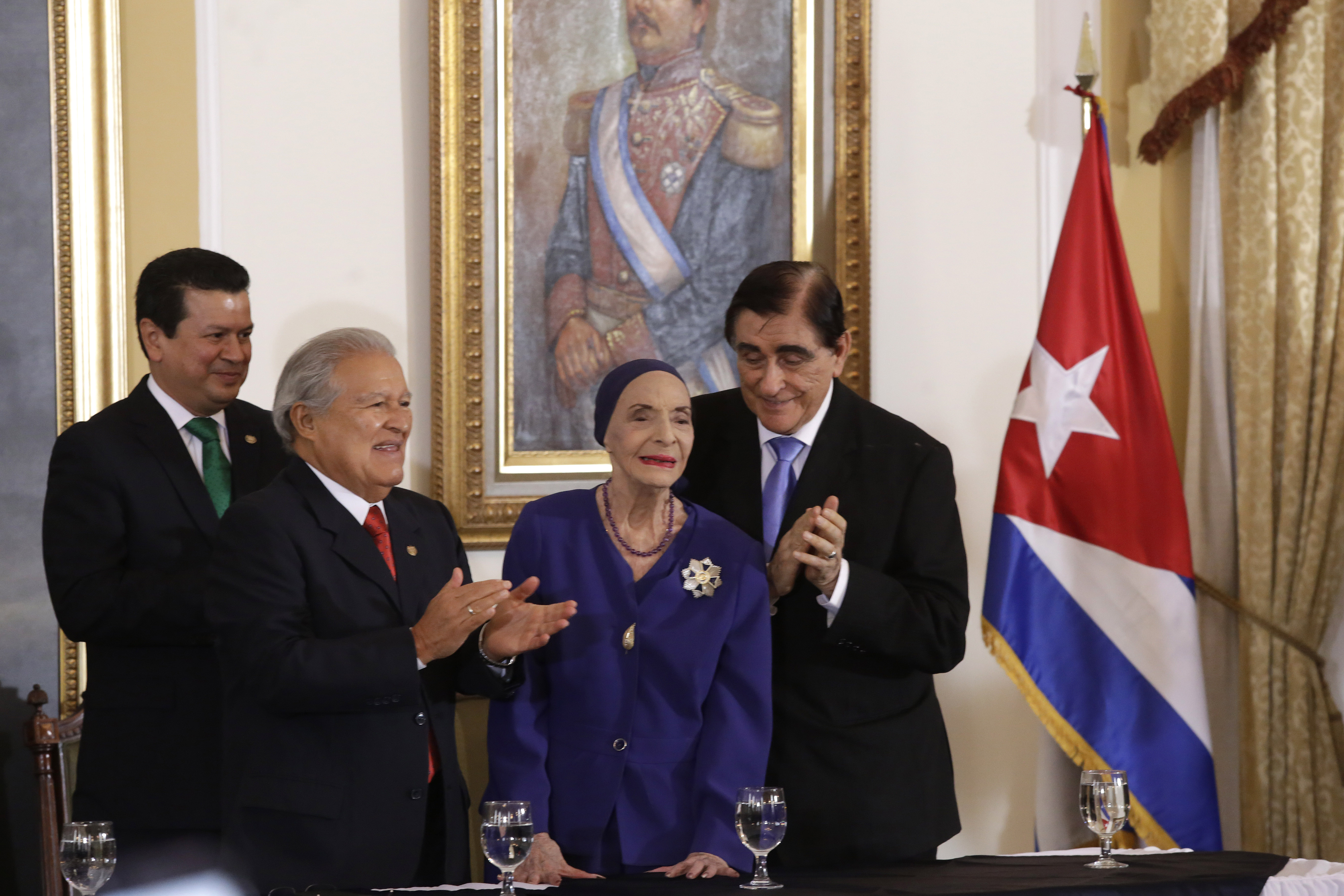
Presidente Salvador Sánchez Cerén, (Presidente de El Salvador) Entrega de Orden del Libertador de los Esclavos a Directora del Ballet Nacional de Cuba, Alicia Alonso.

A lo largo de su trayectoria de más de 50 años en el mundo del ballet, Alicia Alonso recibió 122 distinciones nacionales y 177 internacionales.
- 1973: La Universidad de La Habana otorga a Alicia Alonso el título de doctor honoris causa en Arte.
- 1981: El Consejo de Estado de la República de Cuba otorga la Orden «Félix Varela» de Primer Grado, máximo reconocimiento en el campo de la cultura que se confiere en el país, a Alicia Alonso como personalidad artística y al Ballet Nacional de Cuba como institución.
- 1998: La Universidad Politécnica de Valencia, España, otorga a Alicia Alonso el título de Doctora honoris causa.
- 1998: recibe el Premio Nacional de Danza, otorgado por primera vez por el Consejo Nacional de las Artes Escénicas del Ministerio de Cultura de Cuba y la Asociación de Artistas Escénicos de la UNEAC.
- 1998: recibe la Medalla de Oro del Círculo de Bellas Artes, de España, y la Orden de las Artes y las Letras, en el Grado de Comendadora, otorgada por el gobierno de Francia.
- 1998: recibe el Título de «Héroe del Trabajo de la República de Cuba». Alonso y el Ballet Nacional de Cuba reciben también la Orden «Lázaro Peña» de Primer Grado, ambas distinciones otorgadas por el Consejo de Estado de la República de Cuba.
- 1999: La Organización de las Naciones Unidas para la Educación, la Ciencia y la Cultura (Unesco) otorga a Alicia Alonso la Medalla «Picasso» por su contribución al desarrollo y difusión del arte de la danza en Cuba y el mundo.
- 2000: recibe la Orden José Martí del Consejo de Estado de la República de Cuba.
- 2000: recibe el Premio Benois de la Danza otorgado en la ciudad de Stuttgart, Alemania, por la Asociación Internacional de la Danza.
- 2001: recibe el Premio Extremadura a la creación 2001, a la Mejor Trayectoria Artística Iberoamericana, otorgado por la Consejería de Cultura del Gobierno Regional de Extremadura, España.
- 2001: es seleccionada como una de los dos mil intelectuales más eminentes del 2001 por el Centro Biográfico Internacional de Cambridge, Gran Bretaña.
- 2002 recibe en París el título de embajadora de Buena Voluntad de la Organización de las Naciones Unidas para la Educación, la Ciencia y la Cultura (Unesco). Francia.
- 2002 recibe la Medalla Vaslav Nijinski otorgada por el Comité de Medalla Vaslav Nijinski; el Ministerio de Cultura de Polonia y la Asociación Internacional de Amigos de Vaslav Nijinski de París, Francia.
- 2002 recibe el doctorado honoris causa a las Artes, otorgado por la Universidad de Guadalajara, México.
- 2003 durante la gira del Ballet Nacional de Cuba por Italia y España recibe la Medalla de la ciudad otorgada por la alcaldía de Perugia y el Premio Isabel Ferrer que le concede la Generalitat de Valencia, España
- 2003: recibe en París el Homenaje Mundial por el Día Internacional de la Danza, organizado por la Unesco, así como la Orden de la Legión de Honor, Grado Oficial, concedida por el Gobierno de Francia.
- 2005: es proclamada “Madre de la Danza Latinoamericana” durante la celebración del III Festival Internacional de Danza y Encuentro “Mujeres en la Danza”, efectuado en Quito, Ecuador.
- 2005: es galardonada con el Premio “Irene Lidova a toda una carrera”, el cual recibe en una Gala de Honor celebrada en Cannes, Francia.
- 2006: Alicia Alonso y el Ballet Nacional de Cuba reciben el Premio de Honor “Cubadisco 2006”, otorgado por el Comité Organizador de la Feria Cubadisco.
- 2008: recibe la medalla de Oro al Mérito en las Bellas Artes, otorgada por el consejo de Ministros de España.
- 2009: recibe la Medalla y Diploma de Reconocimiento «Maestro de generaciones» otorgado por el Buró Nacional de la Unión de Jóvenes Comunistas.
- 2010: El Ministerio de Cultura declara 2010 como “El Año de Alicia Alonso”, con motivo de celebrarse el 90 aniversario de su natalicio. Tanto en Cuba, como en diferentes partes del mundo se le tributan emotivos homenajes y se le confieren importantes distinciones por parte de entidades culturales, sociales y políticas.
- 2011: El Teatro del Ballet Bolshói de Moscú, organiza la Gala “Viva Alicia”, para Alicia Alonso, con motivo de su 90 cumpleaños, le fue entregado a la Alonso un Diploma de Reconocimiento por su contribución al arte y la cultura mundial, otorgado por el Ministerio de Cultura de la Federación Rusa.
- 2011: Alicia Alonso es homenajeada en España al inaugurarse “El Paseo Alicia Alonso”, en el Municipio Rivas-Vaciamadrid, en la Comunidad Madrileña.
- 2015: el gobierno de Cuba coloca su nombre al Gran Teatro de La Habana.[13]

### Otras lecturas
- Magazine Cuba in the Ballet (1970); ISSN 0864-1307
- Cuba Magazine in the Ballet ISSN 0864-1307. Cultural Publication specialized in the world of the Cuban ballet - includes critical, chronicle, and comments..., as well as a news section.
- National Ballet of Cuba: half a century of glory; colección de cincuenta años de la empresa. Escribió Miguel Cabrera (Punta Bava, La Habana, 1941), historiador de BNC, resume los aspectos más destacados en cinco décadas donde generaciones de bailarines, coreógrafos y personal especializado han dado lo mejor. El libro proporciona buena información de la NBC, incluyendo giras, ballets a lo largo de su historia (publicó Ediciones Cuba in the Ballet).
- University for All (Tabloid). History and Appreciation of the Ballet; a cultural publication with texts that support the telelectures delivered by specialists of the National Ballet of Cuba and other guest personalities.
- DIALOGUES WITH THE DANCE por Alicia Alonso; 4.ª edición de este título, en el que el lector podrá encontrar recuerdos de los momentos iniciales de su carrera, breves impresiones sobre algunas obras de su repertorio, testimonios sobre personalidades famosas con las que ha trabajado, así como puntos de vista sobre la profesión del bailarín y el arte de la danza en general (publicó Política).[1]